# Herbert Huncke
Herbert Huncke (* 9. Januar 1915 in Greenfield, Massachusetts; † 8. August 1996 in New York City) war eine Ikone der Subkultur, Beatnik, Autor und Pionier der Schwulenbewegung.

## Leben
Obwohl einziges Kind einer Mittelklassefamilie, erhielt Huncke nie die Aufmerksamkeit, die er sich von seinen Eltern wünschte. Seinen Vater beschrieb er später als stets unzufrieden und seine Mutter als wunderschöne, hysterische Frau, die ihrer Jugend nachtrauerte. William S. Burroughs schrieb im Vorwort zu Hunckes Autobiographie: „The protagonist is thrown into the water to sink or swim. So he learns something about the water“ (dt. Der Protagonist wurde ins Wasser geworfen, um zu sinken oder zu schwimmen. Also lernte er etwas über das Wasser.).
Mit zwölf Jahren lief er aus seinem Elternhaus davon und lebte fortan auf der Straße. Er machte seine ersten Erfahrungen als Stricher und konsumierte verschiedene Drogen. Nach einigen Jahren ziellosen Umherstreifens wurde ab 1939 in New York City sesshaft, das er schon zehn Jahre zuvor das erste Mal gesehen hatte. Der Times Square wurde sein Zuhause, die 42nd Street „seine“ Straße und er ihr inoffizieller Bürgermeister. Er trieb sich in den Jazzclubs der Stadt herum, war befreundet mit Billie Holiday, Charlie Parker und Dexter Gordon, mit dem er auch einmal bei einem Autodiebstahl verhaftet wurde.
Der erste Autor der Beat Generation, auf den Huncke traf, war 1944 William S. Burroughs, den er erst für einen verdeckten Ermittler hielt, als der ihn auf einen Drogenkauf ansprach. Die Gruppe um Burroughs, Jack Kerouac Allen Ginsberg und Charles Plymell war fasziniert von Huncke, so diente er Burroughs in seinem Roman Junkie als Hauptfigur, in Kerouacs On the Road wird er von der Romanfigur „Elmer Hassel“ verkörpert. Auch das Wort „beat“ stammte laut Kerouac zuerst von Huncke.
Erst die Beatniks um Ginsberg ermutigten Huncke, sein Geschriebenes zu veröffentlichen, was er erstmals 1965 mit Huncke's Journal tat.

## Sonstiges
Erwähnung findet Huncke auch in den jüngsten Erinnerungen von Frank McCourt Tag und Nacht und auch im Sommer (2005). Dort taucht Huncke zur Unterrichtszeit in der Schule auf und fragt McCourt nach Kleingeld, welcher ihm 10 Dollar zusteckte.  

## Werke
- Huncke's Journal. Poets Press, New York 1965 (illustriert von Erin Matson)
- The Evening Sun Turned Crimson. Cherry Valley Editions, New York 1980, ISBN 0-916156-43-5 (mit einem Vorwort von Allen Ginsberg).
  - deutsch: Bickford's Cafeteria. Metro, Berlin 1990, ISBN 3-928282-00-X.
- Guilty of Everything. The Autobiography. Paragon House Publishers, New York 1990, ISBN 1-55778-044-7.
- Benjamin G. Schafer (Hrsg.): The Herbert Huncke Reader. Morrow, New York 1997, ISBN 0-688-15266-X (mit einem Vorwort von William S. Burroughs)[1]